# 美國國際學院
美國國際學院（英語：American International College，簡稱：AIC）是一所私立四年制综合性高等教育学院，位於美國馬薩諸塞州斯普林菲爾德市梅森廣場附近的大學。

## 歷史
美國國際學院是由 Calvin E. Amaron牧師以藉由創立高等教育機會，將提供當地的法國新教徒與少數民族接受高等教育的機構，最初成立於1885年7月18日為法國新教學院。多年來，學院進一步擴大了招生計劃，也包括婦女以及招募少數民族法國血統與馬薩諸塞州西部少數民族於1892年。如今，該校為高等學府的一個繁榮的多元文化機構，繼續強調其對當地社區的承諾。

## 學制
該學院提供四年制大學與研究所課程，包括碩士與博士生學位以及高等研究生證書。該校設有三所學院，專注於各自的學科領域：商業藝術與科學學院、健康科學學院以及成人教育與研究學院。

## 體育
學校為全美大學體育協會二等級 ，並且為東北10大會中成員之一。 唯一例外的是該學校的男子冰上曲棍球隊，為大西洋曲棍球協會的一等級成員。
美國國際學院也有一個大學橄欖球成立於2009年，並開始了在2010年展開之計劃。橄欖球項目是學校的體育強項之一，可供學生橄欖球獎學金。為東海岸橄欖球大會的一等級成員。該校的橄欖球領導為約書亞·梅西 （页面存档备份，存于）主教練。

## 著名校友

### 政治
- 保羅·巴貝烏 ，亞利桑那州皮納爾縣警長
- 理查德·尼爾，美國眾議院眾議員
- 邁克·格拉韋爾，美國參議院前議員

### 體育
- 吉姆·卡爾霍恩，名人堂籃球教練
- 戴夫·福布斯，NHL曲棍球運動員
- 馬里奧·伊利，NBA的後衛
- 布魯斯·萊爾德，NFL印第安納波利斯小馬隊中衛

## 外部連結
- 美國國際學院官方網站 （页面存档备份，存于）
- 美國國際學院官方體育網站 （页面存档备份，存于）
- 東北10大會官方網站 （页面存档备份，存于）
- 大西洋曲棍球官方網站 （页面存档备份，存于）